# Exochus citripes
Exochus citripes là một loài tò vò trong họ Ichneumonidae.